# Kollwitzplatz

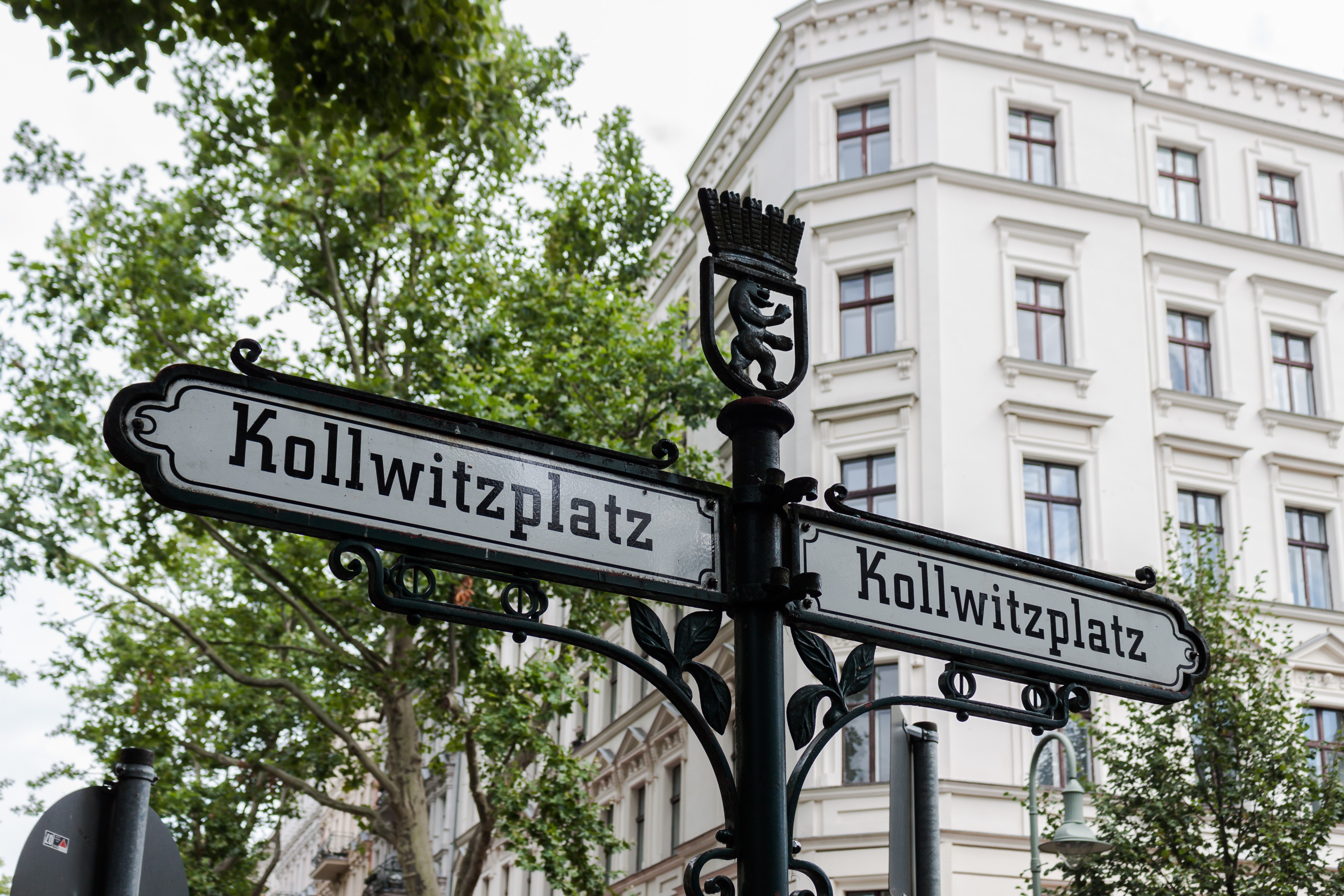
Panneaux de la place

La Kollwitzplatz  est une place de Berlin qui se trouve dans le cœur du quartier de Prenzlauer Berg.
La place est créée en 1875, peu après la guerre franco-allemande de 1870, et prend le nom de Wörther Platz (place de Wœrth) en référence à la bataille de Frœschwiller-Wœrth. La place porte le nom de l'artiste berlinoise Käthe Kollwitz depuis 1949. Elle a vécu une grande partie de sa vie au numéro 56 de la Kollwitzstrasse. 
Tous les samedis jusqu'à 16h00 se tient l'un des marchés les plus connus de Berlin, qui attire beaucoup de touristes. Un ancien château d’eau s'y trouve à proximité. Ce dernier fut utilisé par les SA comme prison. Il est dorénavant composé d'appartements.